# Méthode du Dr Adey
 (avril 2016).
Si vous disposez d'ouvrages ou d'articles de référence ou si vous connaissez des sites web de qualité traitant du thème abordé ici, merci de compléter l'article en donnant les références utiles à sa vérifiabilité et en les liant à la section « Notes et références ».
 (décembre 2022).
La méthode du docteur Walter Adey[Qui ?] est une méthode d'aménagement de bac récifal permettant le maintien de coraux et de poissons au sein de l'aquarium. Elle a été conçue [Quand ?].
Le principe de cette méthode est basé sur l'épuration par les algues.
Elle consiste à recréer toute une chaîne de réseaux trophiques (liés donc à la nutrition) pour établir un véritable microcosme dans l'aquarium.
La filtration biologique n'est pas assurée principalement par les pierres vivantes contrairement à la méthode berlinoise mais elles sont tout de même nécessaires.
Un filtre à gazon d'algues ou plateau à algues (Algal Turf Scrubber) est employé. Il s'agit d'un bac annexe, de faible hauteur, muni au fond d'un grillage plastique.
Sur cette claie, différents types d'algues sont cultivés sous un fort éclairage, destinés à piéger les nutriments de l'eau qui ruissellent dessus.
Les algues absorbent les ions ammonium, nitrates, phosphates ainsi que les métaux lourds qui servent à leur propre croissance.
Au fur et à mesure de leur croissance, les algues sont coupées, puis se régénèrent à partir de leur base.
Après cette filtration naturelle, l'eau retourne dans l'aquarium.